# L'Avenue
Pour l’article ayant un titre homophone, voir Lavenu.
L'Avenue est un gratte-ciel à usage mixte à Montréal, sur l'avenue des Canadiens-de-Montréal. Il affiche un mur-rideau comprenant trois pentes singulières dans sa façade avant vis-à-vis le Centre Bell; celle du bas, située au-dessus du volume d'étages commerciaux et de bureaux de l'immeuble, surplombe le trottoir en contrebas à la manière d'un encorbellement "lisse" (sans saillies aux étages). Sa hauteur est de 184 m sur 50 étages et compte 325 unités d'habitation. 
La construction a débuté en janvier 2014 et s'est achevée en 2017.
Une épicerie Provigo Le Marché est aménagée au deuxième étage.